# Каллон, Мохамед
Мохамед Каллон (англ. Mohamed Kallon; род. 6 октября 1979, Кенема) — футболист из Сьерра-Леоне, нападающий. Считался одним из самых известных и сильнейших футболистов Сьерра-Леоне. Брат футболистов Кемокая Каллона и Мусы Каллона. В то время, когда он дебютировал в играх за сборную, болельщики дали ему прозвище Small Kallon, так как он оказался младшим из 3 братьев в команде.

## Биография
Мохамед Каллон родился 6 октября 1979 года в Кенеме. Он окончил среднюю школу в Кенеме и дополнил образование в школе Святого Эдварда (Фритаун).

### Клубная карьера
В возрасте 14 лет он подписал контракт с клубом «Олд Эдвардианс», в течение сезона 1994/95 он забил 15 мячей в 24 матчах и стал самым молодым игроком, который играл и забивал голы в Чемпионате Сьерра-Леоне по футболу. В 1995 году Каллон перешёл в ливанский клуб «Тадамон Сур».
1 марта 2010 года игрок перешёл в Суперлигу Китая, подписав годичный контракт с клубом «Шэньси Чаньба». Дебют за новый клуб состоялся 28 марта в матче с «Далянь Шидэ», в котором Мохамед реализовал пенальти на 50-й минуте
После завершения контракта в декабре игрок не стал его продлевать, решив вернуться на родину, чтобы «быть ближе к семье»..

### Выступления за сборную
Каллон стал самым молодым игроком, когда-либо игравшим за сборную Сьерра-Леоне, дебютировав за неё в 1995 году.

## Владелец футбольного клуба
Мохамед Каллон является основателем и владельцем футбольного клуба «Каллон» (Kallon F.C.), выступающего в высшем дивизионе чемпионата Сьерра-Леоне. Это один из ведущих клубов страны, свои матчи он проводит на Национальном стадионе Фритауна. Ранее клуб назывался «Сьерра Фишериз» (Sierra Fisheries), трижды становился чемпионом страны. В 2002 году он был приобретён Мохамедом Каллоном за 30 тысяч долларов США и переименован. Президентом клуба является брат Мохамеда — Муса Каллон. В 2006 году «Каллон» стал чемпионом Сьерра-Леоне и на следующий сезон принял участие в квалификационном раунде Лиги африканских чемпионов.